# It Girl (lied)
It Girl is de tweede single van Jason Derülos album Future History. Het nummer werd de succesvolste single van dat album.

## Achtergrond & Muziekvideo
Op 29 juli 2011 werd de audio met songtekst geüpload op YouTube. Daarin waren foto's te zien van de videoclip. In de videoclip verschijnt Tika Sumpter, een actrice uit de televisieserie Gossip Girl. De meeste scènes in de videoclip zijn in het zwart-wit.
De videoclip werd in juni opgenomen en is geregisseerd door Colin Tilley. Een kort fragment van de clip werd enkele dagen eerder gepubliceerd op 12 augustus. De volledige clip ging in première op 15 augustus 2011.

## Verschijningsdata
| Land                | Datum             | Formaat  |
| ------------------- | ----------------- | -------- |
| Canada              | 9 augustus 2011   | download |
| Zweden              | 9 augustus 2011   | download |
| Verenigde Staten    | 9 augustus 2011   | download |
| Australië           | 15 augustus 2011  | download |
| Spanje              | 15 augustus 2011  | download |
| Frankrijk           | 22 augustus 2011  | download |
| Noorwegen           | 22 augustus 2011  | download |
| Finland             | 29 augustus 2011  | download |
| Italië              | 30 augustus 2011  | download |
| Nederland           | 2 september 2011  | download |
| België              | 2 september 2011  | download |
| Verenigd Koninkrijk | 19 september 2011 | download |

## Hitnoteringen

### Nederlandse Top 40
| Hitnotering: 01-10-2011 t/m 17-12-2011 | Hitnotering: 01-10-2011 t/m 17-12-2011 | Hitnotering: 01-10-2011 t/m 17-12-2011 | Hitnotering: 01-10-2011 t/m 17-12-2011 | Hitnotering: 01-10-2011 t/m 17-12-2011 | Hitnotering: 01-10-2011 t/m 17-12-2011 | Hitnotering: 01-10-2011 t/m 17-12-2011 | Hitnotering: 01-10-2011 t/m 17-12-2011 | Hitnotering: 01-10-2011 t/m 17-12-2011 | Hitnotering: 01-10-2011 t/m 17-12-2011 | Hitnotering: 01-10-2011 t/m 17-12-2011 | Hitnotering: 01-10-2011 t/m 17-12-2011 | Hitnotering: 01-10-2011 t/m 17-12-2011 | Hitnotering: 01-10-2011 t/m 17-12-2011 |
| Week:                                  | 1                                      | 2                                      | 3                                      | 4                                      | 5                                      | 6                                      | 7                                      | 8                                      | 9                                      | 10                                     | 11                                     | 12                                     |                                        |
| -------------------------------------- | -------------------------------------- | -------------------------------------- | -------------------------------------- | -------------------------------------- | -------------------------------------- | -------------------------------------- | -------------------------------------- | -------------------------------------- | -------------------------------------- | -------------------------------------- | -------------------------------------- | -------------------------------------- | -------------------------------------- |
| Positie:                               | 33                                     | 29                                     | 28                                     | 22                                     | 26                                     | 26                                     | 25                                     | 19                                     | 20                                     | 28                                     | 29                                     | 38                                     | uit                                    |

### NederlandseSingle Top 100
| Hitnotering: 17-09-2011 t/m 19-11-2011 | Hitnotering: 17-09-2011 t/m 19-11-2011 | Hitnotering: 17-09-2011 t/m 19-11-2011 | Hitnotering: 17-09-2011 t/m 19-11-2011 | Hitnotering: 17-09-2011 t/m 19-11-2011 | Hitnotering: 17-09-2011 t/m 19-11-2011 | Hitnotering: 17-09-2011 t/m 19-11-2011 | Hitnotering: 17-09-2011 t/m 19-11-2011 | Hitnotering: 17-09-2011 t/m 19-11-2011 | Hitnotering: 17-09-2011 t/m 19-11-2011 | Hitnotering: 17-09-2011 t/m 19-11-2011 | Hitnotering: 17-09-2011 t/m 19-11-2011 |
| Week:                                  | 1                                      | 2                                      | 3                                      | 4                                      | 5                                      | 6                                      | 7                                      | 8                                      | 9                                      | 10                                     |                                        |
| -------------------------------------- | -------------------------------------- | -------------------------------------- | -------------------------------------- | -------------------------------------- | -------------------------------------- | -------------------------------------- | -------------------------------------- | -------------------------------------- | -------------------------------------- | -------------------------------------- | -------------------------------------- |
| Positie:                               | 99                                     | 72                                     | 55                                     | 58                                     | 50                                     | 42                                     | 58                                     | 65                                     | 77                                     | 82                                     | uit                                    |

### VlaamseUltratop 50
| Hitnotering: (Week 1 t/m 5) 01-10-2011 t/m 12-11-2011 Hitnotering: (Week 6) 26-11-2011 | Hitnotering: (Week 1 t/m 5) 01-10-2011 t/m 12-11-2011 Hitnotering: (Week 6) 26-11-2011 | Hitnotering: (Week 1 t/m 5) 01-10-2011 t/m 12-11-2011 Hitnotering: (Week 6) 26-11-2011 | Hitnotering: (Week 1 t/m 5) 01-10-2011 t/m 12-11-2011 Hitnotering: (Week 6) 26-11-2011 | Hitnotering: (Week 1 t/m 5) 01-10-2011 t/m 12-11-2011 Hitnotering: (Week 6) 26-11-2011 | Hitnotering: (Week 1 t/m 5) 01-10-2011 t/m 12-11-2011 Hitnotering: (Week 6) 26-11-2011 | Hitnotering: (Week 1 t/m 5) 01-10-2011 t/m 12-11-2011 Hitnotering: (Week 6) 26-11-2011 | Hitnotering: (Week 1 t/m 5) 01-10-2011 t/m 12-11-2011 Hitnotering: (Week 6) 26-11-2011 | Hitnotering: (Week 1 t/m 5) 01-10-2011 t/m 12-11-2011 Hitnotering: (Week 6) 26-11-2011 |
| Week:                                                                                  | 1                                                                                      | 2                                                                                      | 3                                                                                      | 4                                                                                      | 5                                                                                      |                                                                                        | 6                                                                                      |                                                                                        |
| -------------------------------------------------------------------------------------- | -------------------------------------------------------------------------------------- | -------------------------------------------------------------------------------------- | -------------------------------------------------------------------------------------- | -------------------------------------------------------------------------------------- | -------------------------------------------------------------------------------------- | -------------------------------------------------------------------------------------- | -------------------------------------------------------------------------------------- | -------------------------------------------------------------------------------------- |
| Positie:                                                                               | 49                                                                                     | 40                                                                                     | 34                                                                                     | 32                                                                                     | 37                                                                                     | uit                                                                                    | 47                                                                                     | uit                                                                                    |

### VlaamseRadio 2 Top 30
| Hitnotering: 01-10-2011 t/m 19-11-2011 | Hitnotering: 01-10-2011 t/m 19-11-2011 | Hitnotering: 01-10-2011 t/m 19-11-2011 | Hitnotering: 01-10-2011 t/m 19-11-2011 | Hitnotering: 01-10-2011 t/m 19-11-2011 | Hitnotering: 01-10-2011 t/m 19-11-2011 | Hitnotering: 01-10-2011 t/m 19-11-2011 | Hitnotering: 01-10-2011 t/m 19-11-2011 | Hitnotering: 01-10-2011 t/m 19-11-2011 | Hitnotering: 01-10-2011 t/m 19-11-2011 |
| Week:                                  | 1                                      | 2                                      | 3                                      | 4                                      | 5                                      | 6                                      | 7                                      | 8                                      |                                        |
| -------------------------------------- | -------------------------------------- | -------------------------------------- | -------------------------------------- | -------------------------------------- | -------------------------------------- | -------------------------------------- | -------------------------------------- | -------------------------------------- | -------------------------------------- |
| Positie:                               | 27                                     | 27                                     | 24                                     | 26                                     | 29                                     | 26                                     | 29                                     | 30                                     | uit                                    |